# The Second Coming (Obitelj Soprano)
"The Second Coming" je 84. epizoda HBO-ove televizijske serije Obitelj Soprano. To je sedma epizoda druge polovice šeste sezone, odnosno 19. ukupno u šestoj sezoni serije. Napisao ju je Terence Winter, režirao Tim Van Patten, a originalno je emitirana 20. svibnja 2007. 

## Radnja
Azbest i drugi otpad vjetar diže u zrak na obali New Jersey Meadowlandsa. Dok Tony spava u spavaćoj sobi, nemirni A.J. uključi rap glazbu, probudivši oca. Sišavši kasnije u prizemlje, Tony ugleda kako je dar koji je kupio Carmeli u Las Vegasu, gravirani sat, stigao dostavom. Carmela se prisjeća kako je Tony rekao da ide u Las Vegas dovršiti neki Christopherov posao i spominje kako će njegova udovica, Kelli, trebati financijsku potporu. Došavši u ured, Tony ugleda kako je na zid postavljena Christopherova fotografija, uslikana na premijeri Cleavera. Tony prepriča ekipi dogodovštine iz Las Vegasa.
Tony odlazi sa Silviom i Bobbyjem na sastanak s Philom na kojem pokuša postići kompromis oko projekta odlaganja azbesta, podsjetivši Phila na razgovor iz bolnice kad se Phil oporavljao od srčanog udara. Phil kaže Tonyju o kompromisima o "20 godina u zatvoru" gdje je pržio sendviče sa sirom na radijatoru i "drkao u maramicu" jer nije imao žene. Hladno odbije Tonyjevu ponudu. Tony se osvećuje skinuvši Philove ljude Butcha DeConcinija i Coca s platne liste za drugi građevinski projekt. Butch i Coco pretuku predradnika kad im ovaj donese vijest. 
A.J. na terapiji očajava o stanju u svijetu i svojoj budućnosti. Zainteresira se za poemu W.B. Yeatsa "The Second Coming" i čita je u krevetu. Gubi iluzije o trenutačnom svjetskom političkom i gospodarskom statusu quo te širi pesimistične najave za večerom na kojoj je i Kelli. Nakon što Meadow dođe bratu u njegovu sobu, on spusti njezino oduševljenje Boratom, rekavši joj, "nije bilo pošteno prema uključenim ljudima" i snuždeno ustvrdi kako će SAD bombardirati Iran. Kaže joj i kako odustaje od fakulteta. Meadow ga pokuša utješiti i podsjeća ga da je on sin iz talijanske obitelji i da će "uvijek biti važniji". Nakon što Carmela ode na dogovoreni ručak, A.J. pokuša izvršiti samoubojstvo u obiteljskom bazenu, skočivši s daske s plastičnom vrećicom oko glave te jednom nogom zavezanom za blok cementa. Pod vodom se uspijeva iskoprcati na površinu jer je uže predugo. Tony dođe kući, očuje sinove povike upomoć, skoči u bazen i spasi ga od utapanja. A.J. biva stavljen na Valium te smješten u psihijatrijsku ustanovu.
Dok Tony u uredu s ekipom razgovara o A.J.-evu pokušaju samoubojstva, lamentira, "Gdje sam izgubio tog dečka?" Patsy, Silvio i Carlo pokušaju ga utješiti svojim pričama o teškim razdobljima koja su proživljavali sa svojom djecom. Nakon što Tony kaže Carmeli da je deprimiran, izbije svađa. Carmela za A.J.-evo stanje krivi Tonyjeve obiteljsku genetsku predispoziciju sklonosti depresiji, te kaže Tonyju kako "igra na kartu depresije" i kako uvijek prigovara i baci na njega sat koji joj je kupio. U uredu dr. Melfi, na njezinu sugestiju kako dužina užeta govori kako A.J. zapravo nije htio umrijeti, Tony odvraća, "a možda je samo jebeni idiot..., to je do sada bio slučaj". Tony govori o "prokletstvu Sopranovih" koje je Carmela spomenula, ali odbija mišljenje kako je to krivo za sve. "Njegova majka, razmazila ga je."
Dok je Meadow na jednom od svojih "misterioznih spojeva" sa svojim novim dečkom u kafiću na Manhattanu, pijani Coco priđe njihovu stolu i dobaci nekoliko neukusnih komentara. Nakon što Meadow to ispriča Carmeli, ona to prenese njezinu ocu, a Tony skrije svoj bijes. Meadow nevoljko kaže roditeljima kako joj je dečko Patrick Parisi, Patsyjev sin. Nakon Tonyjeva odlaska, Meadow kaže Carmeli da neće upisati medicinu nego pravo, inspirirana Patrickovom strašću za pravni sustav.
Dr. Melfi odlazi dr. Elliotu Kupferbergu, koji joj kaže kako je studija pokazala da sociopatima ne pomaže psihoterapija nego čak pogoršava njihove sklonosti. U međuvremenu, Tony pronalazi Coca i Butcha u restoranu na Manhattanu. Tony prebije Coca pištoljem i gurne mu ga u usta, zaprijetivši mu, a zatim ga okrene prema Butchu rekavši mu da zašuti i ostane sjediti za stolom. Zatim postavi Cocovu čeljust na naslon šanka i nagazi ga po glavi, rasuvši mu nekoliko zubi i napusti restoran. Na terapiji kod A.J.-eva terapeuta s Tonyjem i Carmelom, A.J. se prisjeća vremena kad ga je majka ponižavala, a posjeti baki Liviji u staračkom domu deprimirali. Dok Tony sluša, primjećuje jedan od Cocovih krvavih zubi u naboru svojih hlača. Carmela se čudi zašto fakulteti predaju mladim ljudima o poemama kao što je "The Second Coming".
U uredu, Patsy srdačno razgovara s Tonyjem o romansi između Patricka i Meadow te se dvojica očeva nadaju kako će jednog dana dočekati vjenčanje. Stiže Carmine Lupertazzi i kaže Tonyju kako je dogovorio sastanak s Philom. 
Tony na terapiji kod dr. Melfi djelomično krivi sebe za sinovo stanje, iako kaže kako je, pod utjecajem narkotika u Vegasu, shvatio kako su majke poput autobusa koji te ostavi i nastavi dalje, ali "mi se pokušavamo vratiti u autobus".
Tonyjevo premlaćivanje Coca otvorilo je duboki razdor s obitelji Lupertazzi, pa Phil odbije sastati se s Tonyjem i Little Carmineom kad se ova dvojica pojavljuju ispred njegove kuće. Nakon što im Butch zatvori vrata, Phil uzvikne s prozora na katu.
Malodušni Tony dolazi posjetiti sina u bolnici, a staklena se bolnička vrata zatvaraju dok otac prolazi hodnikom ususret sinu.

## Glavni glumci
- James Gandolfini kao Tony Soprano
- Lorraine Bracco kao dr. Jennifer Melfi
- Edie Falco kao Carmela Soprano
- Michael Imperioli kao Christopher Moltisanti *
- Dominic Chianese kao Corrado Soprano, Jr. *
- Steven Van Zandt kao Silvio Dante
- Tony Sirico kao Paulie Gualtieri
- Robert Iler kao A.J. Soprano
- Jamie-Lynn Sigler kao Meadow Soprano
- Aida Turturro kao Janice Soprano *
- Steve Schirripa kao Bobby Baccalieri
- Frank Vincent kao Phil Leotardo
- Ray Abruzzo kao Little Carmine
- Dan Grimaldi kao Patsy Parisi
- Arthur Nascarella kao Carlo Gervasi

* samo potpis

### Gostujući glumci
| - Taleb Adlah kao Ahmed - Gregory Antonacci kao Butch DeConcini - Peter Bogdanovich kao dr. Elliot Kupferberg - Cara Buono kao Kelli Moltisanti - Lindsay Campbell kao profesor Kline - John Cenatiempo kao Anthony Maffei - Dominic Chianese Jr. kao Dominic - John "Cha Cha" Ciarcia kao Albie Cianflone - Michael Countryman kao dr. Richard Vogel - Edward Furs kao vozač - Armen Garo kao Salvatore "Coco" Cogliano | - Frank John Hughes kao Walden Belfiore - Michael Kelly kao agent Ron Goddard - Ed Kershen kao nadzornik - Donnie Keshawarz kao Muhammed - Jeffrey M. Marchetti kao Peter LaRosa - Joey Perillo kao John Stefano - Daniel Sauli kao Patrick Parisi - Joey Scala kao tinejdžer - Matt Servitto kao agent Dwight Harris - Felix Solis kao Edgar Ramirez |

## Prva pojavljivanja
- Patrick Parisi: sin Patsyja Parisija i novi dečko Meadow Soprano.

## Naslovna referenca
- "The Second Coming" je poema W.B. Yeatsa, koju A.J. proučava na fakultetu. Njezina tmurna perspektiva pojačava A.J.-evu depresiju koja kulminira pokušajem samoubojstva. Dijelovi posljednjih stihova poeme ("what rough beast. .. Slouching towards Bethlehem") oslikavaju se u posljednjem kadru. Pognuti, potišteni Tony hoda niz hodnik mentalne bolnice, ili "Bethlehema", što je bilo ime prve svjetske psihijatrijske bolnice (Bethlem Royal Hospital).
- U epizodi pete sezone "Cold Cuts", dr. Melfi citira "The Second Coming" Tonyju.
- A.J. se može smatrati drugim utjelovljenjem Tonyjevih napadaja panike i depresivnih epizoda; Tony je često razgovarao s dr. Melfi o svojem prenošenju tih slabosti na svoga sina.
- Tony se može smatrati drugim utjelovljenjem svoje majke, Livije. Tony tijekom druge polovice šeste sezone pokazuje Livijine paranoične i osvetoljubive sklonosti, te kaže, "Jadan ti!", Livijin standardni odgovor za nekoga tko od nje traži suosjećanje od nje, Carmeli i A.J.-u koji traže razumijevanje.

## Reference na prijašnje epizode
- Tijekom njihove svađe, Carmela spominje incident kad je Tonyjev otac prostrijelio njegovu majku kroz pundžu, što je Janice ispričala u epizodi "Soprano Home Movies"; Tony tako mrzi anegdotu da je ona djelomično dovela do tučnjave s Bobbyjem.
- A.J. se prisjeća kako su ga teško pogodili Livijini komentari da je život "veliko ništa" te da, "na kraju... umireš u vlastitim rukama" kad ju je posjetio u epizodi "D-Girl". A.J. se prisjeća i kako ga je Carmela nazvala "životinjom" zbog pušenja marihuane na svojoj krizmi, što se dogodilo u istoj epizodi.

## Produkcija
- Arthur Nascarella (Carlo Gervasi) sada je potpisan na uvodnoj špici, ali samo u epizodama u kojima se pojavljuje.

## Glazba
- Pjesma "Please Mr. Postman" sastava The Marvelettes svira dok Tony, Silvio, Paulie, Carlo, Walden i Bobby razgovaraju o Tonyjevu putu u Vegas i svojim uživanjima u psihoaktivnim drogama.
- Pjesma "Suspicious Minds" Elvisa Presleyja svira u stražnjoj sobi Satriale's dok se Tony sastaje s Patsyjem i (kasnije) Little Carmineom.
- Pjesma "Into the Ocean" Blue Octobera svira tijekom A.J.-eva i Meadowina razgovora u njegovoj sobi.
- Pjesma "Ridin'" Chamillionairea svira dok se A.J. budi ujutro na početku epizode.

## Nagrade
- Sljedeći su glumci predložili ovu epizodu za dodjelu Emmyja 2007: James Gandolfini (Tony Soprano), Edie Falco (Carmela Soprano), Jamie-Lynn Sigler (Meadow Soprano), Robert Iler (A.J. Soprano) i Peter Bogdanovich (dr. Elliot Kupferberg).
- Ova je epizoda nominirana i dobila nagradu za najbolji scenarij dramske serije na dodjeli nagrada Ceha američkih scenarista.

## Vanjske poveznice
- "The Second Coming" u internetskoj bazi filmova IMDb-a